# Верхнє (Брянська область)
Верхнє (рос. Верхнее) — село у Брасовському районі Брянської області Росії. Входить до складу муніципального утворення Столбовське сільське поселення.
Населення — 25 осіб
Розташоване за 6 км на південний схід від села Глодневе.

## Історія
Розташоване на території Сіверщини.
Згадується з першої половини XVII століття як село в складі Глодневського стану Комарицької волості.
З 1702 року — село з храмом Косми і Дам'яна (не зберігся). Історична назва — село Овчухи, або Верхні Овчухи (на відміну від Нижніх Овчухів — однойменного села, нині Нове).
До 1778 року в Севському повіті, в 1778—1782 рр. в Луганському повіті, в 1782—1928 рр. — В Дмитрівському повіті (з 1861 — у складі Веребської волості, з 1923 в Глодневської волості). У XVIII столітті у володінні Кантемирів, пізніше Кушелєва-Безбородька; було відоме завдяки гончарному ремеслу.
У 1866 році була відкрита земська школа.
З 1929 року у складі Брасовського району. З 1920-х рр. до 2005 року входило до складу Городищенської (2-ї) сільради. У 1964 році перейменоване в Верхнє.

## Населення
За найновішими даними, населення — 25 осіб (2013).
У минулому чисельність мешканців була такою:
| Роки      | 1858 | 1866 | 1893 | 1923 | 1979 | 1989 | 2002 | 2010 |
| --------- | ---- | ---- | ---- | ---- | ---- | ---- | ---- | ---- |
| Населення | 450  | 497  | 634  | 480  | 161  | 64   | 46   | 29   |